# Катеріна Боратто
Катерина Боратто (італ. Caterina Boratto; 15 березня 1915, Турин, Італія — 14 вересня 2010) — італійська акторка.

## Біографія
Після отримання музичної освіти, вивчала акторську майстерність в театральній школі Евеліни Паолі.
Дебютувала у фільмах «Жити!/Vivere!» і «Марцелла» (обидва — 1937 р.). Успіхом користувалися роботи акторки в комедіях «Хто щасливіше, ніж я?/Chi è più felice di me» (1938) і «Вони викрали чоловіка» (1938), у якому Катерина Боратто грала російську принцесу Соню в дуеті з Вітторіо Де Сіка.
До початку 1940-х стала відомою не тільки в Італії, а й за океаном, студія «Metro Goldwyn Mayer» запропонувала Катерині Боратто семирічний контракт в Голлівуді. Однак через початок Другої світової війни акторка була змушена повернутися до Італії, так і не зігравши в жодному американському фільмі. Під час війни акторка пережила бомбардування рідного Турина, загибель сім'ї і лише кіно змогло повернути Катерину Боратто до нормального життя.
Знялася в кількох кінострічках в 1940-і роки, серед найкращих ролей цього періоду — Ельза Бьянчіні у фільмі «Кампо де Фьорі» (1943). 
У 1946 році одружилася з режисером Армандо Джератті, народила дочку Мартіну, на час відійшла від кінематографа.
У кіно повернулася на початку 1960-х, зіграла у знаменитих фільмах Федеріко Фелліні «Вісім з половиною» (1963) і в «Джульєтта і парфуми» (мати Джульєтти, 1965). Катерина Боратто працювала і з іншими видатними режисерами — Олександром Блазетті в комедії «Я, я, я та інші» (Луїджі, 1965), Ліною Вертмюллер в комедії «Не дратуйте набриднуть!» (1967), Сідней Полаком в «Охороні замку» (червона королева, 1968), П'єром Паоло Пазоліні в суперечливій драмі «Сало, або 120 днів Содому» (синьйора Кастеллі, 1975), Діно Різі у комедії «Перше кохання» (1978). 
У 1970 —1990-ті працювала в кіно, знімалася в мінісеріалі на ТБ: телеекранізації роману «Анна Кареніна» (1974, реж. Сандро Болч), мадам Фаустіна в історичній драмі Етторе Скола «Ніч Варенни / Новий світ» (1982), телесеріалі «Далекі шатри» (міс Чівертон, 1984), ігуменя у фільмі «Хрещена мати 3» (1993, реж. Ральф Томас).
Після 1994 року в кіно не знімалася, жила в Римі.

## Фільмографія
- 1943 : Зуб за зуб / (Dente per dente)
- 1965 : Джульєтта і духи / (Giulietta Degli Spiriti)
- 1966 : Вибачте, ви за чи проти? / (Scusi, lei è favorevole o contrario?) — Агнеса Фрусталупі
- 1979 : Sensività
- 1988 : Привид смерті / (Un delitto poco comune)
- 1992 : Одного разу, порушивши закон / Once Upon a Crime

## Джерело
- Катеріна Боратто на сайті IMDb (англ.)
- Катеріна Боратто на сайті All Movie Guide (англ.)